# Król i ja (musical)
Król i ja (ang. The King and I) – amerykański musical autorstwa Richarda Rodgersa (muzyka) i Oscara Hammersteina II na podst. powieści Anna i król Syjamu Margaret Landon. Po raz pierwszy został wystawiony w marcu 1951 roku na Broadwayu.